# 滝田城
滝田城（たきだじょう）は、千葉県南房総市上滝田・下滝田付近（安房国平群郡）にあった日本の城。南房総市指定史跡。

## 概要
平久里川中流域の標高140メートルの丘陵上にある。尾根伝いに約2キロメートル西には同じく里見氏の有力な城であった宮本城もあった。現在の千葉県道88号富津館山線にあたる「平群道」が城下を南北に走り、安房府中（館山）・稲村方面から房総半島内陸部を北上するルート上にあった。また、東西には前述の宮本城方面と朝夷郡方面を結ぶルートが走っていた。
『快元僧都記』によれば、天文2年（1533年）から翌3年（1534年）にかけての稲村の変の際には里見義豊の義弟とされる一色九郎が城主を務め、義豊側の拠点の1つであったとされ、通説では義豊の滅亡とともに廃城になったという。また、義豊を倒してこの乱に勝利をした里見義堯が滝田城を本拠としたとする説もある。義堯の実際の居城については、妙本寺文書によれば、里見家継承後は宮本城に置かれ、後に久留里城に移ったと考えられているが、滝田・宮本両城の距離からして、稲村の変後も里見氏の拠点機能の一翼を担うとともに安房国内陸部および上総国との交通路を抑える役目を果たしていたとする考えもある。